# Šúdraka
Šúdraka (asi 3. – 4. století) byl staroindický dramatik proslulý díky své hře Mrččhakatika (Hliněný vozíček).
Šúdrakovy životopisné údaje prakticky neznáme. Podle jména by se dalo soudit, že pocházel z nižších vrstev, možná z kasty Šúdrů, podle jiných pramenů jde o pseudonym indického krále vládnoucího v první polovině 3. století. Během doby se stal slavnou postavou a jsou mu připisovány další divadelní hry, básně a výroky, které jsou však pouze citovány v pracích jiných autorů.
Divadelní hra Mrččhakatika (Hliněný vozíček) vznikla přepracováním starší hry dramatika Bhásy Daridračárudatta (Chudý Čárudatta) líčíčí příběh čestného kupce Čárudatty, kterého jeho štědrost, velkodušnost a láska ke kurtizáně Vasantaséně přivedly na mizinu. Šlechetná Vasantaséna si uvědomí svou vinu a chce Čárudattovi věnovat část svých klenotů. Vasantaséna ví, že Čárudattovi čest nedovoluje si klenoty vzít, a proto je ukryje v hliněném vozíčku - oblíbené hrače Čárudattova syna. Právě tento vozíček, kvůli němuž je Čárudatta neprávem obviněn z loupežné vraždy a málem popraven, dal hře název. Příběh končí šťastně. Šúdraka přepracoval první čtyři dějství a připsal dalších šest. Námět hry je čerpán ze života prostých lidí (kupci, hráči, vozkové, zlodějíčkové, sluhové a kurtizány), má takřka kriminální zápletku a oproti původní hře je její děj obohacen o palácový převrat. Hra je psána v sanskrtu a prákrtu a patří k vrcholům staroindické literatury. Vyniká chytrými dialogy, dramatickým spádem a realistickým vykreslením prostředí i postav, přičemž její děj je motivován vášněmi a je ovládán neodvratitelným řízením osudu.

## Česká vydání
- Hliněný vozíček, SNKLHU, Praha 1959, přeložili Ivo Fišer a Jaroslav Pokorný